# Рудолф II (Австрия)
Рудолф II Австрийски (на немски: Rudolf II; * юли 1271, † 10 май 1290) от род Хабсбурги, като граф на Хабсбург Рудолф V, e херцог на Швабия, Елзас и Ааргау (1273 – 1290), херцог в Австрия и Щирия (1282 – 1283 заедно с Албрехт I), от 1283 г. щатхалтер на Предна Австрия.

## Произход и управление
Той е най-малкият син на римско-немския крал Рудолф I Хабсбургски (* 1218; † 1291; упр. 1273 – 1291) и съпругата му Гертруда фон Хоенберг (* 1225; † 1281), дъщеря на граф Буркард II († 1253) фон Хоенберг от Швабия.
През 1282 г., на имперското събрание в Аугсбург, Рудолф е поставен заедно с брат си Албрехт за херцог на Австрия и Щирия. На 1 юни 1283 г. той трябва да се откаже с Договора от Райнфелден от тези територии в полза на Албрехт I и трябва да получи от баща си земите в Предна Австрия.
Рудолф III умира на едва 19 години през 1290 г. без да получи договорените обезщетения от брат си. За отмъщение за неполученото наследство синът на Рудолф Йохан, роден след неговата смърт, убива през 1308 г. Албрехт, заради което го наричат Parricida‚ Родоубиец.

## Семейство и деца
Рудолф се жени през 1289 г. в Прага за Агнес (1269 – 1296), дъщеря на Отокар II, кралят на Бохемия от династията Пршемисловци, и втората му съпруга Кунигунда Ростиславна. Двамата имат син:
- Йохан Швабски Посмъртни, наричан също Парицида (1290 – 1313) – херцог на Швабия, херцог в Австрия и Щирия